# Un dollaro bucato
Un dollaro bucato è un film del 1965 diretto da Giorgio Ferroni.

## Trama

Una scena del film

Gary e Phil, due fratelli reduci della guerra di secessione, si dividono per cercare fortuna. Il primo diventa un bounty killer, al servizio di McCory. Ottenuto l'incarico di uccidere un uomo, il pistolero scopre di dover liquidare il proprio fratello. Impossibilitato nel terminare la missione, interviene McCory che, senza riguardo, elimina i due. Gary si salva miracolosamente e decide di vendicare Phil.

## Produzione
La pellicola è stata girata in trentadue giorni, con un budget ridotto. Gli interni furono ricreati nel Centro Titanus Elios.
La maggior parte del cast è accreditata con pseudonimi inglesi, stratagemma usato per esportare la pellicola all'estero.
Nel 1966 è stato realizzato il sequel Per pochi dollari ancora, diretto sempre da Ferroni.

## Distribuzione
Uscito nelle sale italiane l'8 agosto del 1965, il film ottenne un ottimo successo commerciale in Italia. Venne esportato, successivamente, all'estero col titolo internazionale Blood for a Silver Dollar.
È stato riproposto in formato home video ed è presente su alcune piattaforme streaming.

## Accoglienza
Considerato un classico degli spaghetti western, Un dollaro bucato venne recensito da Paolo Mereghetti come una «pellicola ricca di fascino e colpi di scena adatti alle sale di periferia di una volta».